# Dun Mor A’ Chaolais

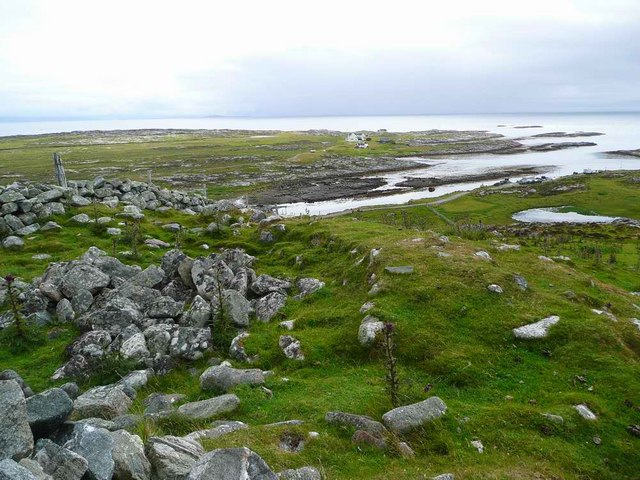
Dun Mor A’ Chaolais

Der Broch Dun Mor A’ Chaolais (Caolas) steht auf dem Gipfel eines niedrigen felsigen Hügels an der Ostküste der Hebrideninsel Tiree in Argyll and Bute in Schottland. Obwohl die Konstruktion mit Rasen bewachsen und baufällig ist, sind strukturelle Details zu erkennen. Es gibt moderne Mauern, von denen eine direkt über dem Broch verläuft, dessen nordöstlicher Bogen durch diesen Anbau stark gestört wurde. 
Der Innendurchmesser des Brochs beträgt etwa 12 m. Die ursprüngliche Wanddicke betrug etwa 3,7 m. Die Brochmauer scheint irgendwann in ungewisser Höhe mit einer äußeren Deckschicht auf bis zu 5,8 m Dicke verstärkt worden zu sein. Auf der Südseite sind Spuren einer intramuralen Galerie zu sehen, von der zu Beginn des 20. Jahrhunderts mehr zu erkennen war. Im Südosten befindet sich wahrscheinlich eine Wandzelle und im Nordwesten sind Spuren des Zugangs zu sehen. Daneben gibt es Anzeichen einer Wächterzelle (englisch guard-cell), die in der Neuzeit von einem einfachen rechteckigen Gebäude, möglicherweise einem Wachturm, überdeckt wurde (zwischen 1939 und 1945 befand sich auf Tiree ein Flugplatz der RAF).
Es gibt Spuren einer Außenmauer, die um das Gelände verläuft und möglicherweise an der Westseite der Brochmauer anliegt. Die Steine sind in mehreren Lagen zu sehen. Im Süden befindet sich ein 2,1 m breites äußeres Tor.
Obwohl der Broch nicht untersucht wurde, ist er interessant, da an seiner Außenwand partiell zusätzliches Mauerwerk anliegt. Der Zweck dieser Hinzufügung ist unklar. Nach Ansicht von Euan Wallace MacKie (1936–2020) handelt es sich um Steine, die aus den oberen Teilen des Turms entnommen und sorgfältig gegen die Basis der Wand gestapelt wurden. Die Deckmauer des Dun Arkaig auf Skye ist vermutlich ebenfalls auf diese Weise zu erklären.
Diese Interpretation wird plausibler durch den zusätzlichen Türrahmen unmittelbar vor dem alten Zugang. Dies deutet darauf hin, dass der alte Zugang irgendwann unbrauchbar gemacht wurde, so dass ein neuer gestaltet werden musste. Ein ähnliches Phänomen ist bei Dun Telve in den Highlands, Gurness auf Orkney und einer Reihe anderer Brochs zu beobachten. 
In der Nähe steht der Menhir von Caolas.